# Karel II van Napels
Karel II van Anjou (Frans: Charles d’Anjou, Italiaans: Carlo d’Angiò, 1254 — Napels, 6 mei 1309), bijgenaamd de Manke (Frans: le Boiteux; Italiaans: lo zoppo), was sinds 1285 een koning van Napels uit het oudere Huis Anjou.

## Leven
Karel werd geboren als zoon van Karel I van Anjou en diens eerste echtgenote Beatrix van Provence.

### Graaf van Provence
Via zijn moeder was Karel erfgenaam van het graafschap Provence. In 1279 liet hij bij Saint-Maximin-la-Sainte-Baume opgravingen uitvoeren om de relieken van de heilige Maria Magdalena te zoeken. Die was volgens de traditie naar Gallië getrokken om de streek te kerstenen. Na haar dood zou een van haar volgelingen, bisschop Maximinus, de heilige hebben begraven. In de 8e eeuw zou het graf zijn verborgen om het te beschermen tegen aanvallen van de Saracenen. Er werden vier Romeinse sarcofagen uit de 4e eeuw gevonden en een van de lichamen werd geïdentificeerd als dit van Maria Magdalena. Karel promootte actief de cultus van de heilige en maakte van Saint-Maximin een bedevaartoord. Hij nodigde een Franse architect uit om een gotische basiliek te bouwen en nodigde met goekeuring van paus Bonifatius VIII dominicanen uit om het bedevaartsoord te bedienen. Deze inspanningen dienden ertoe om de aanspraken van zijn huis op de Provence te versterken.

### Prins van Salerno
Nadat zijn vader in 1266 het koninkrijk Sicilië had overgenomen, ontving Karel de titel van "prins van Salerno" (Prince de Salerne). In 1283 werd Karel door zijn vader met het regentschap van het koninkrijk belast en hield zich met de verdediging van het bezit op het vasteland in Calabrië en Apulië tegen koning Peter III van Aragón bezig, die het eiland Sicilië na het uitbreken van de Siciliaanse Vespers in 1282 bezette. Tijdens een poging op 5 juni 1284 de zeeblokkade van de haven van Napels door de Aragonese vloot onder Ruggiero di Lauria te beëindigen, werd Karel gevangengenomen. Hij werd eerst naar Cefalù en vervolgens naar Catalonië gebracht, waar hij bij het overlijden van zijn vader in 1285 gevangen zat. Graaf Robert II van Artesië nam voor hen het regentschap in Napels op zich.

### Koning van Napels
Pas na het mislukken van de Aragonese Kruistocht van zijn neef koning Filips III van Frankrijk en de daarop volgende vredesinitiatieven van Filips de Schone werd Karel in 1288, door bemiddeling van koning Eduard I van Engeland, vrijgelaten. Hij werd vrijgelaten onder de voorwaarden, 30.000 mark te betalen en in gevangenschap terug te keren, wanneer de voorwaarden – verzoening van Aragón met Frankrijk en de paus – niet binnen een periode van drie jaar werden vervuld, en liet daarbij drie van zijn zonen en zestig Provençaalse edelen als gijzelaars achter. Ook moest hij zijn neef Karel van Valois ertoe brengen tegen 20.000 pond zilver zijn aanspraken op het koninkrijk Aragón te verzaken, die paus Martinus IV hem in aanloop naar de Aragonese Kruistocht had toegekend, in ruil hiervoor ontving Karel van Valois een dochter van Karel als bruid met de graafschappen Anjou en Maine als bruidsschat.
Karel ging naar Rieti, waar de nieuwe paus Nicolaas IV hem meteen van alle verplichtingen ontsloeg, hem in 1289 tot koning der Beide Siciliën kroonde en Alfons III van Aragón excommuniceerde. Karel van Valois bereidde zich in een alliantie met Castilië erop voor, Aragón in bezit te nemen, terwijl Alfons onder sterke druk moest toezeggen zijn troepen terug te houden, met dewelke hij zijn broer Jacobus II op Sicilië hielp, en alle rechten op het eiland op te geven en een tribuut aan de paus te betalen. Alfons stierf in 1291 kinderloos, voordat het verdrag kon worden uitgevoerd. Jacobus nam Aragón in bezit en liet de regering in Sicilië over aan zijn jongere broer, Frederik II (die zichzelf Frederik III noemde). Rond 1293 zou Karel zich in de pausverkiezing mengen, omdat hij de steun en goedkeuring van de paus nodig had om Sicilië bij zijn koninkrijk in te lijven. De nieuwe paus Celestinus V zou echter niet lang aanblijven en zelfs abdiceren, waardoor men opnieuw in conclaaf moest gaan.
De nieuwe paus, Bonifatius VIII, die in 1294 onder het beschermheerschap van Karel in Napels was verkozen geworden, bemiddelde in 1295 tussen Jacobus II van Aragón en Filips IV van Frankrijk de vrede van Anagni die ook een hoogst eigenwillige oplossing van het conflict om Napels-Sicilië: Jacobus zou met Karels dochter Bianca trouwen en bekwam van de paus de toezegging van de investituur op Corsica en Sardinië, terwijl hij het Huis Anjou de vrije hand liet in Sicilië en hen zelfs bij eventuele Siciliaanse weerstand zou ondersteunen.
Er werd door hem een poging gedaan Frederik, wiens toestemming nodig was, voor zich te winnen om deze regeling in te willigen. Deze verzette zich echter door de steun die hij bij het Siciliaanse volk had en werd tot koning van Sicilië gekroond. Karel, die een bijna haast anachronistisch schijnend eergevoel bezat, begaf zich na het mislukken van zijn inspanningen tot verzoening tussen de conflictpartijen vier maanden na zijn koningskroning naar de grens van Aragón, om zich weer in gevangenschap te begeven. Daar toen niemand in een nieuwe gevangenschap interesse had, was zijn eer gered en hij begaf zich eerst naar Frankrijk. Daar slaagde hij erin het vredesverdrag 
van Senlis af te sluiten op 19 mei 1290, in dewelke Karel van Valois aan al zijn aanspraken op Aragón verzaakte. Daarvoor verzaakte de Franse koning ten gunste van Karel van Valois aan de graafschappen Anjou en Maine, het stamland van zijn Huis. Met de goedkeuring van paus Nicolaas IV bekwam Karel van Valois Marguerite van Anjou-Sicilië, de dochter van Karel II, op 16 augustus 1290 tot vrouw.
Daarna begon Karel aanstonds een oorlog tegen Fredrik, maar was ondanks de hulp van de paus, Karel van Valois alsook Jacobus van Aragón, niet in staat het eiland te veroveren. Zijn zoon Filips I van Tarente werd in 1299 tijdens de slag bij La Falconara gevangen genomen. Op aandringen van de paus vernietigde Karel in 1300 met Lucera (bij Foggia) het laatste centrum van de islam in Italië, waarbij de mosliminwoners werden afgeslacht of tot slaaf gemaakt. In 1302 werd met het verdrag van Caltabellotta vrede gesloten. Karel gaf daarin definitief zijn aanspraken op Sicilië op en stemde in met het huwelijk tussen zijn dochter Leonora en Frederik. Daarmee werd de deling van het oude Normandisch-Staufische koninkrijk van Sicilië in een vastlandskoninkrijk (Mezzogiorno/Napels) en een insulair (Trinacria/Sicilië) koninkrijk bezegeld, dat pas in 1816 met de stichting van het koninkrijk der Beide Siciliën weer zou worden verenigd.
Karel bracht zijn laatste levensjaren rustig door in Napels en hield zich bezig met de verfraaiing van zijn stad. Hij kon zijn heerschappij tegenover de Italiaanse bevolking stabiliseren, doordat hij ze in grote mate aan de macht liet deelnemen dan zijn vader en daarenboven de belastingdruk deed dalen. In februari 1305 trachtte hij de kardinalen op het conclaaf van 1304-1305 te dwingen tot een verkiezing te komen, maar geen van de kardinalen wist een tweederdemeerderheid achter zich te krijgen. Karel hield zich vervolgens zoveel mogelijk buiten de politieke troebelen van de Kerkelijke Staat in Noord-Italië en kon zodoende ook niet de overdracht van de pauselijke zetel naar Avignon (de zogenaamde Babylonische ballingschap der pausen) door Filips de Schone verhinderen. In 1307 ondersteunde hij de vernietiging van de Tempeliers, hoewel hij deze tevoren samen met de Johanniters had gesteund. Hij stierf in 1309 en werd in San Domenico ter aarde besteld. Zijn zoon liet later zijn lijk – behalve zijn hart – naar Aix-en-Provence overbrengen, waar het in de Sint-Barthélemi-kerk werd bijgezet.

## Huwelijk en nakomelingen
Karel was sinds 1270 met Maria van Hongarije (1257-1323) getrouwd, een dochter van koning Stefanus V van Hongarije en Elizabeth van Koemanië. Dit huwelijk leidde tot de opname van het Huis Anjou in de erfopvolging in Hongarije, dat daar van 1308 tot 1395 heerste. De kinderen van het paar waren:
- Karel Martel van Anjou (september 1271 - 12 augustus 1295), titulair koning van Hongarije, vader van Karel I, koning van Hongarije
- Margaretha (1273 - 31 december 1299), gravin van Anjou en Maine
  - ∞ 1290 met graaf Karel van Valois (1270-1325)
- Lodewijk (Brignoles, 1274 - aldaar, 19 augustus 1297), aartsbisschop van Toulouse, in 1317 heilig verklaard
- Robert de Wijze (1278 - 20 januari 1343), koning van Napels
- Filips (1278 - 26 december 1332), prins van Tarente, Achaje en Albanië
- Blanca (1280 - 14 oktober 1310)
  - ∞ 1295 met koning Jacobus II van Aragón (-1327)
- Raymond Berengarius (1281 - oktober 1305), graaf van Provence, Piëmont en Andria
- Jan (1283 - 1308), geestelijke
- Tristan (1284 - 1284/88), prins van Salerno
- Eleonora van Anjou (1289 - 9 augustus 1341)
  - ∞ 1299 met Filips van Toucy, titulair prins van Antiochië
  - ∞ 1303 met koning Frederik II van Sicilië (-1337) als gevolg van het vredesverdrag van Caltabellotta (1302)
- Maria (1290 - 1346/47)
  - ∞ 1304 met koning Sancho I van Maljorca (-1324)
  - ∞ 1326 met Don Jaime III de Ejérica (-1335)
- Pietro Tempesta (129 2- 29 augustus 1315 gesneuveld in de slag bij Montecatini), graaf van Gravina
- Jan van Durazzo (1294 - 1336), graaf van Gravina, prins van Achaia, hertog van Durazzo
- Beatrix (1295 - 1335), gravin van Andria
  - ∞ 1305 met Azzo VIII d'Este (-1308), hertog van Ferrara
  - ∞ 1309 met Bertrand des Baux (-1351), graaf van Montescaglioso, groot-rechtskundig adviseur van Napels

## Voorouders
| Voorouders van Karel II van Napels | Voorouders van Karel II van Napels                                             | Voorouders van Karel II van Napels                                             | Voorouders van Karel II van Napels                                             | Voorouders van Karel II van Napels                                             | Voorouders van Karel II van Napels                                              | Voorouders van Karel II van Napels                                              | Voorouders van Karel II van Napels                                              | Voorouders van Karel II van Napels                                              |
| ---------------------------------- | ------------------------------------------------------------------------------ | ------------------------------------------------------------------------------ | ------------------------------------------------------------------------------ | ------------------------------------------------------------------------------ | ------------------------------------------------------------------------------- | ------------------------------------------------------------------------------- | ------------------------------------------------------------------------------- | ------------------------------------------------------------------------------- |
| Overgrootouders                    | Filips II van Frankrijk (1165-1223) ∞ 1180 Isabella van Henegouwen (1170-1190) | Filips II van Frankrijk (1165-1223) ∞ 1180 Isabella van Henegouwen (1170-1190) | Alfons VIII van Castilië (1155-1214) ∞ 1170 Eleonora van Engeland (1162-1214)  | Alfons VIII van Castilië (1155-1214) ∞ 1170 Eleonora van Engeland (1162-1214)  | Alfons II van Provence (1180-1209) ∞ 1193 Gersindis van Forcalquier (1180-1242) | Alfons II van Provence (1180-1209) ∞ 1193 Gersindis van Forcalquier (1180-1242) | Thomas I van Savoye (1180-1233) ∞ 1196 Beatrix van Genève (1180-1252)           | Thomas I van Savoye (1180-1233) ∞ 1196 Beatrix van Genève (1180-1252)           |
| Grootouders                        | Lodewijk VIII van Frankrijk (1187-1226) ∞ 1200 Blanca van Castilië (1188-1252) | Lodewijk VIII van Frankrijk (1187-1226) ∞ 1200 Blanca van Castilië (1188-1252) | Lodewijk VIII van Frankrijk (1187-1226) ∞ 1200 Blanca van Castilië (1188-1252) | Lodewijk VIII van Frankrijk (1187-1226) ∞ 1200 Blanca van Castilië (1188-1252) | Raymond Berengarius V van Provence (1198-1245) ∞ Beatrix van Savoye (1205-1266) | Raymond Berengarius V van Provence (1198-1245) ∞ Beatrix van Savoye (1205-1266) | Raymond Berengarius V van Provence (1198-1245) ∞ Beatrix van Savoye (1205-1266) | Raymond Berengarius V van Provence (1198-1245) ∞ Beatrix van Savoye (1205-1266) |
| Ouders                             | Karel I van Napels (1227-1285) ∞ Beatrix van Provence (1232-1267)              | Karel I van Napels (1227-1285) ∞ Beatrix van Provence (1232-1267)              | Karel I van Napels (1227-1285) ∞ Beatrix van Provence (1232-1267)              | Karel I van Napels (1227-1285) ∞ Beatrix van Provence (1232-1267)              | Karel I van Napels (1227-1285) ∞ Beatrix van Provence (1232-1267)               | Karel I van Napels (1227-1285) ∞ Beatrix van Provence (1232-1267)               | Karel I van Napels (1227-1285) ∞ Beatrix van Provence (1232-1267)               | Karel I van Napels (1227-1285) ∞ Beatrix van Provence (1232-1267)               |